# Heinrich IV. zu Castell

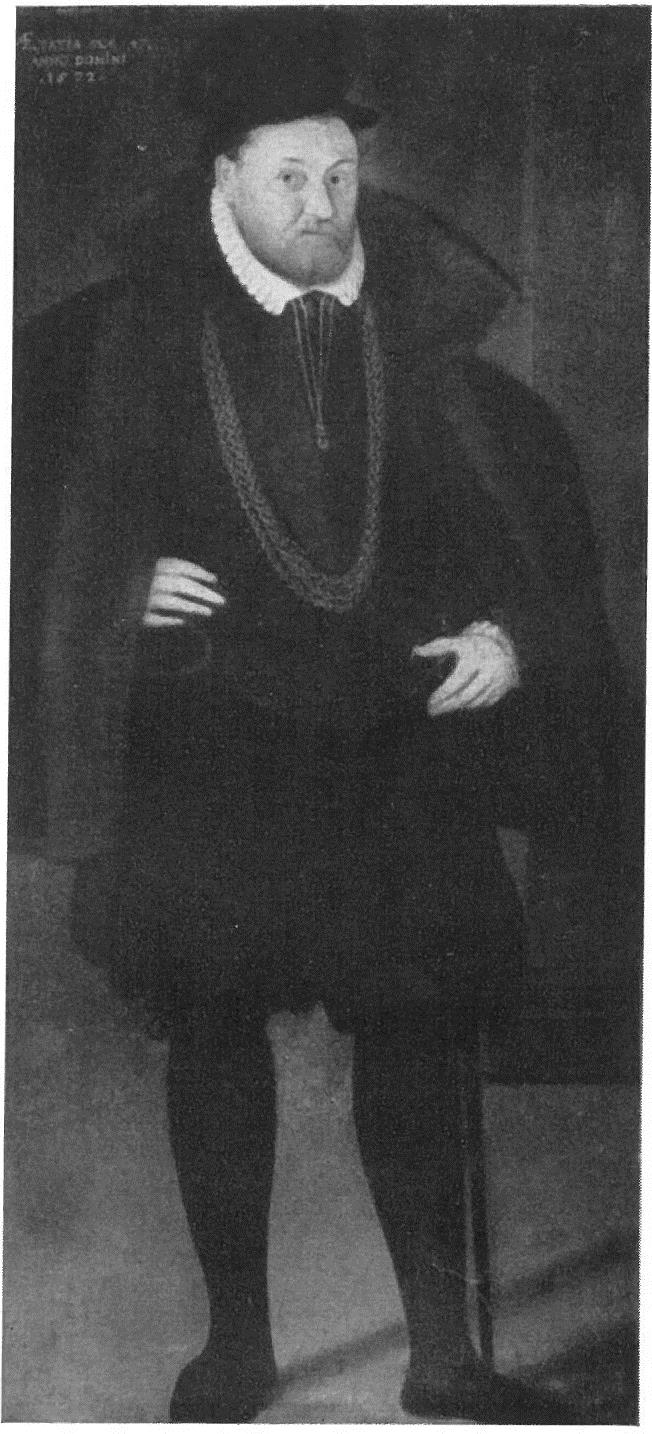
Porträt des Heinrich IV. zu Castell von 1572

Heinrich IV. Graf und Herr zu Castell (* 13. Februar 1525 auf Schloss Stolberg; † 20. September 1595 in Remlingen) war von 1546 bis 1595 Herrscher der Grafschaft Castell, gemeinsam mit seinen Brüdern Konrad und Georg II. Vor seinem Amtsantritt war er Domherr in Bamberg. Außerdem betätigte er sich als Diplomat.

## Die Grafschaft vor Heinrich IV.
Zu Beginn des 16. Jahrhunderts war die Grafschaft Castell in eine prekäre Situation geraten: Die großen Landesherren der Umgebung, namentlich das Hochstift Würzburg und die Markgrafschaft Ansbach, engten das Territorium der Grafschaft immer weiter ein. Friedrich VI. musste seine Hälfte an der Stadt Volkach an den Bischof abtreten und die Grafschaft büßte damit den Zugang zum wichtigen Fluss Main ein.
Eine weitere Entwicklung war das Aufkommen des lutherischen Bekenntnisses, das sich, von Mitteldeutschland kommend, auch in Franken immer weiter ausbreitete. Eine der unmittelbaren Folgen der religiösen Erschütterungen war der Deutsche Bauernkrieg des Jahres 1525, in dem sich die benachteiligten Bevölkerungsschichten zusammenschlossen und mit Gewalt gegen ihre Grundherren vorgingen. Der Aufstand konnte niedergeschlagen werden, die Grafschaft wurde dennoch in Mitleidenschaft gezogen.

## Leben

### Katholischer Domherr
Graf Heinrich IV. wurde am 13. Februar 1525 auf Schloss Stolberg geboren. Er war der dritte Sohn von Wolfgang I. und dessen Ehefrau Martha, einer geborenen Gräfin zu Wertheim. Über die meisten anderen Geschwister schweigen die Quellen, nur die späteren Mitregenten Konrad und Georg sind überliefert. Graf Heinrich gehörte bereits in jungen Jahren zu den Bamberger und Würzburger Domkapiteln und war als Domizellar eingesetzt.
Anschließend brach Heinrich zum Studium auf. Er lernte von 1538 bis 1542 an den Hochschulen von Ingolstadt, im französischen Orléans und Dole und an den italienischen Universitäten in Bologna und Padua. Daraufhin unternahm er eine ausgedehnte Reise durch Italien und kehrte im Jahr 1548 nach Franken zurück. Mittlerweile war sein Vater verstorben und der Graf übernahm mit seinen Brüdern die Herrschaft über die Grafschaft.
Gleichzeitig übernahm Heinrich wiederum geistliche Ämter. Er wurde Domkapitular in Würzburg und besuchte in dieser Stellung auch den Reichstag in Augsburg im Jahre 1550. Als Gesandter des Würzburger Bischofs nahm er auch an der Unterzeichnung des Passauer Vertrages teil. Im Jahr 1553 entsandte ihn der Bischof nach Dresden. Bald darauf wurde er fürstbischöflicher Statthalter und Kommandant in Würzburg.

### Evangelischer Diplomat
Einen entscheidenden Einschnitt in der Biografie des Grafen stellt das Jahr 1555 dar. Mit der Anerkennung der protestantischen Lehre durch den Augsburger Religionsfrieden trat auch Heinrich zum Protestantismus über. Zuvor resignierte der Graf von seinen geistlichen Pfründen in Würzburg und trat als Geheimer Rat in die Dienste des ebenfalls lutherischen Herzogs Christoph von Württemberg. Diesen begleitete er 1562 auch zur Kaiserkrönung nach Frankfurt und 1566 zum Reichstag nach Augsburg.
Im Jahr 1556 hatte Heinrich über seine Mutter die wertheimische Erbschaft Remlingen erhalten. Hier erbaute er das Schloss. Mit der Erbeinigung vom 7. Oktober 1560 teilten die Brüder die fränkische Herrschaft in „Landesportionen“ auf, die nur als Verwaltungsbezirke dienten. Heinrich übernahm die Herrschaft über den Landesteil Remlingen im Westen der Grafschaft. Von 1568 bis 1569 stand er dem fränkischen Grafenkollegium als Direktor vor.
In Württemberg, Herzog Christoph war mittlerweile verstorben, trat Heinrich als Statthalter von Württemberg in die Verwaltung des Herzogtums ein. Im Jahr 1575 gab er jedoch dort seine Ämter auf, um sich wieder vermehrt der Herrschaft in Franken zu widmen. Er wurde bis zum Jahr 1577 Geheimer Rat und Statthalter in Diensten der Markgrafen von Ansbach. Am 20. September 1595 verstarb Heinrich IV. und wurde in der Kirche in Remlingen beigesetzt.

## Ehe und Nachkommen
Heinrich IV. heiratete Elisabeth Gräfin zu Helfenstein, die im Jahr 1584 verstarb. Über die Kinder des Ehepaares schweigen die Quellen, da keines die Herrschaft über die Grafschaft übernahm.